# کوکفوسترز
latitudeکوکفوسترزlongitudeکوکفوسترز
کوکفوسترز (به انگلیسی: Cockfosters) یک ناحیه و منطقه حومه‌ای در لندن است که در منطقه انفیلد لندن واقع شده‌است.

## خصوصیات
کوکفوسترز  ۱۳٬۷۸۸ نفر جمعیت دارد.